# اندیس آنومالی تیغ سیاه
آنومالی تیغ سیاه یک اندیس فلزی است که در حوالی شهر حناء استان کرمان قرار دارد و مادهٔ معدنی موجود در آن، طلا است.سنگ میزبان این اندیس گرانیت، گرانودیوریت، کوارتزدیوریت، آندزیت توف، کنگلومرا، ماسه‌سنگ است  در این اندیس، پاراژنز‌های باریت، اپیدوت، پیریت، گالن، اسفن یافت می‌شوند.